# Didrik Frisch
John Didrik Frisch, född 4 maj 1835 på gården Charlottedal nära Slagelse i Danmark, död 23 november 1867 i Florens i Italien, var en dansk målare.
Didrik Frisch var son till hemmansägaren Constantin och Marie Catharine Frisch. Han gick i skola i Sorø, där hans teckningslärare uppmärksammade hans begåvning. Han utbildade sig vid Kunstakademiet i Köpenhamn. Han gjorde en kort studieresa till Paris 1857 
genomgick konstakademien i Köpenhamn och ägnade sig företrädesvis åt figurmålning. År 1857 ställde han ut sin första tavla. Efter en tid kände han sig dock mera intresserad för djurlivet och landskapet, samt målade med förkärlek bilder från Dyrehaven med villebråd, hästar eller andra djur i fritt tillstånd. 
Han dock i Florens 1867 på väg på en studieresa till Rom på ett resestipendium från Kunstakademiet.

## Bildgalleri

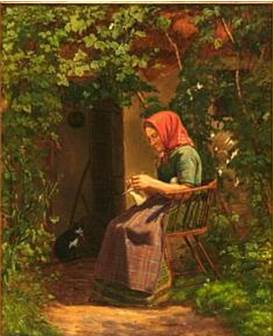
Kvinna som stickar i en trädgård, omkring 1860
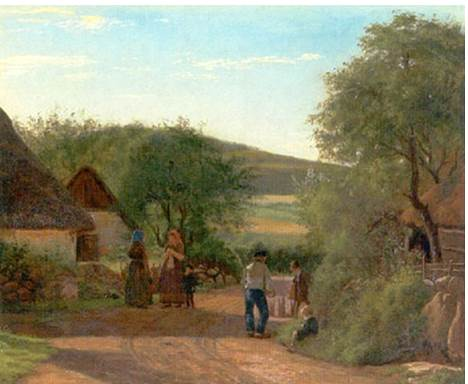
By, omkring 1860
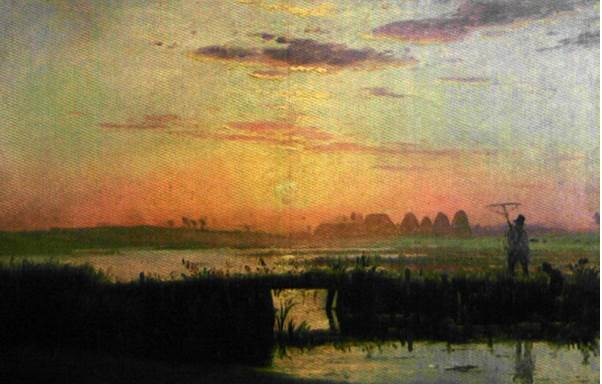
Solnedgång, omkring 1865
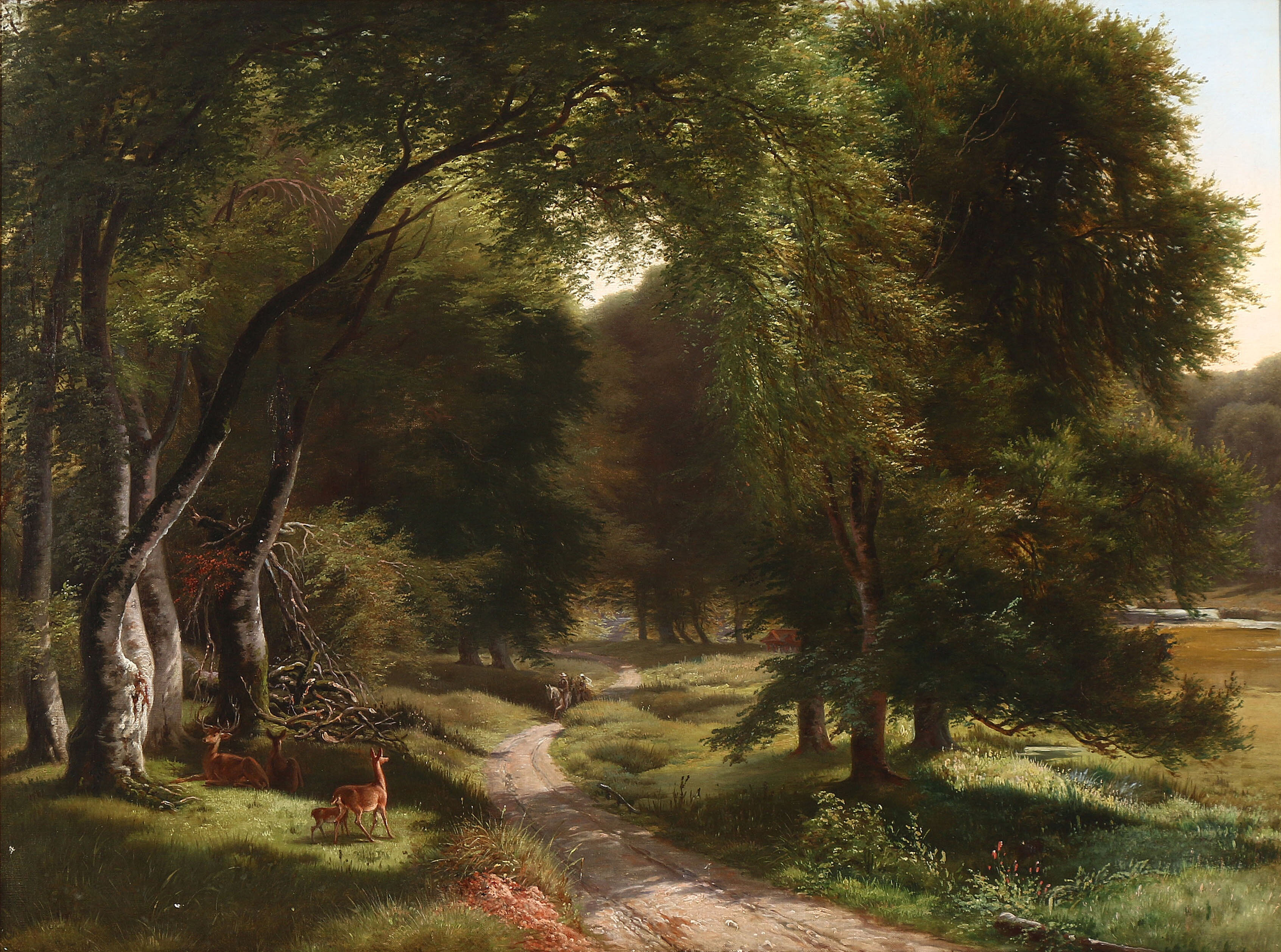
Fra Dyrehaven. En Juni Formiddag, sannolikt juni 1865
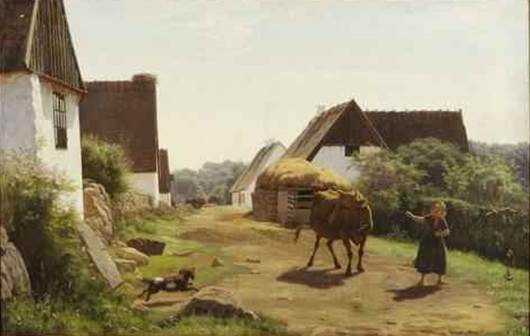
Scen med flicka och ko, före 1867
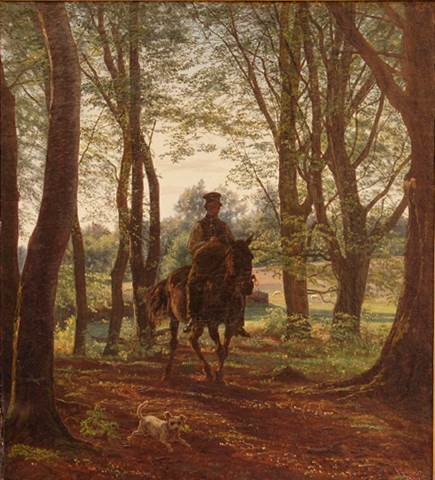
Man till häst i skog, före 1867